# Division IA du Championnat du monde féminin de hockey sur glace 2017
Navigation
Division IA 2016 Division IA 2018
Le tournoi de la Division IA du Championnat du monde féminin de hockey sur glace 2017 se déroule à Graz en Autriche du 15 au 21 avril 2017.

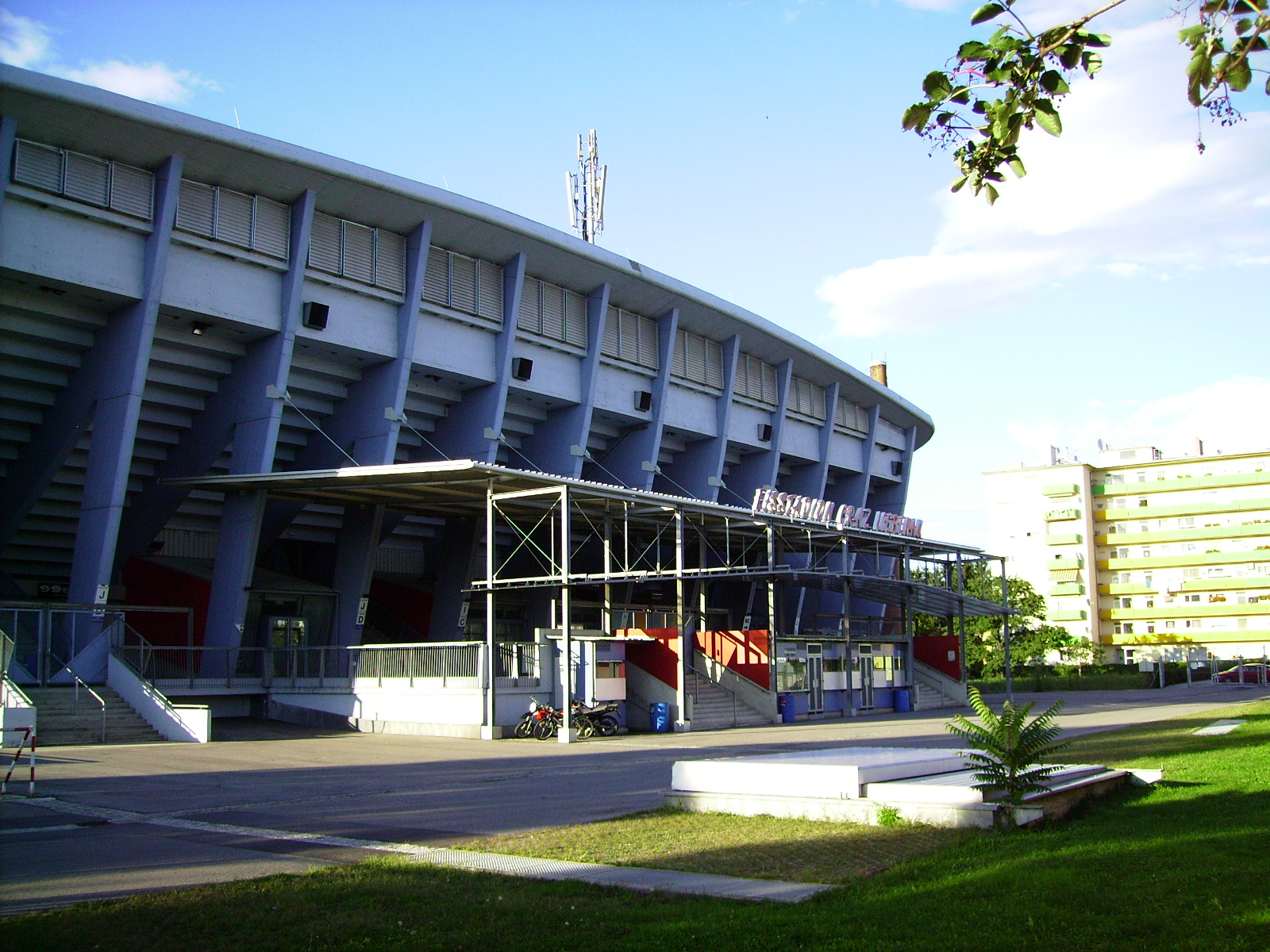
Vue de l'Eisstadion Graz-Liebenau.

| \| Localisation de Graz en Autriche. \| Localisation de Graz en Autriche. |
| Localisation de Graz en Autriche.                                         |

## Format de la compétition
Le Championnat du monde féminin de hockey sur glace est un ensemble de plusieurs tournois regroupant les nations en fonction de leur niveau. Les meilleures équipes disputent le titre dans la Division Élite.
Les 8 équipes de la Division Élite sont réparties en deux groupes de 4 : les mieux classées dans le groupe A et les autres dans le groupe B. Chaque groupe est disputé sous la forme d'un championnat à matches simples. Les 2 premiers du groupe A sont qualifiés d'office pour les demi-finales. Les 2 derniers du groupe A et les 2 premiers du groupe B s'affrontent lors de quarts de finale croisés. Les 2 derniers du groupe B participent au tour de relégation qui détermine l'équipe qui sera reléguée en Division IA lors de l'édition de 2018.
Pour les autres divisions qui comptent 6 équipes (sauf le groupe de Qualification pour la Division IIB qui en compte 5), les équipes s’affrontent entre elles et, à l'issue de cette compétition, le premier est promu dans la division supérieure et le dernier est relégué dans la division inférieure.
Lors des phases de poule, les points sont attribués ainsi :
- 3 points pour une victoire dans le temps réglementaire ;
- 2 points pour une victoire en prolongation ou aux tirs de fusillade ;
- 1 point pour une défaite en prolongation ou aux tirs de fusillade ;
- 0 point pour une défaite dans le temps réglementaire.

## Matches
| 15 avril 2017 | Danemark | 1-0 (1-0, 0-0, 0-0) | France | Eisstadion Graz-Liebenau 52 spectateurs |

| Feuille de match | Feuille de match                   | Feuille de match | Feuille de match | Feuille de match                                                               |
| ---------------- | ---------------------------------- | ---------------- | ---------------- | ------------------------------------------------------------------------------ |
|                  | Brix (Frandsen) — 19 min 58 s (IN) | 1-0              | -                | Arbitrage : Tijana Haack Juges de lignes : Julia Kainberger Svenja Strohmenger |
| L. Jensen        | Gardiens                           | Baldin           |                  | Arbitrage : Tijana Haack Juges de lignes : Julia Kainberger Svenja Strohmenger |
| 14 min           | Pénalités                          | 10 min           |                  | Arbitrage : Tijana Haack Juges de lignes : Julia Kainberger Svenja Strohmenger |
| 16               | Tirs                               | 32               |                  | Arbitrage : Tijana Haack Juges de lignes : Julia Kainberger Svenja Strohmenger |

| 15 avril 2017 | Hongrie | 0-1 (0-1, 0-0, 0-0) | Japon | Eisstadion Graz-Liebenau 228 spectateurs |

| Feuille de match | Feuille de match | Feuille de match | Feuille de match          | Feuille de match                                                           |
| ---------------- | ---------------- | ---------------- | ------------------------- | -------------------------------------------------------------------------- |
|                  | -                | 0-1              | A. Toko — 6 min 51 s (SN) | Arbitrage : Maija Kontturi Juges de lignes : Anne Kuonen Michaela Štefková |
| A. Németh        | Gardiens         | N. Fujimoto      |                           | Arbitrage : Maija Kontturi Juges de lignes : Anne Kuonen Michaela Štefková |
| 8 min            | Pénalités        | 2 min            |                           | Arbitrage : Maija Kontturi Juges de lignes : Anne Kuonen Michaela Štefková |
| 11               | Tirs             | 34               |                           | Arbitrage : Maija Kontturi Juges de lignes : Anne Kuonen Michaela Štefková |

| 15 avril 2017 | Norvège | 4-6 (2-2, 0-2, 2-2) | Autriche | Eisstadion Graz-Liebenau 669 spectateurs |

| Feuille de match                          | Feuille de match | Feuille de match                        | Feuille de match | Feuille de match                                                            |
| ----------------------------------------- | --- | --------------------------------------- | --- | --------------------------------------------------------------------------- |
|                                           | - Dalen (Bialik) — 6 min 21 s Haug Hansen (Fischer, Olafsen) — 18 min 33 s (SN) - Sirum (Fischer, Holøs) — 46 min 12 s - Dalen — 58 min 42 s | 0-1 0-2 1-2 2-2 2-3 2-4 2-5 3-5 3-6 4-6 | Wittich (Altmann, Schafzahl) — 1 min 12 s (SN) Vlcek (Hummel) — 4 min 49 s - Altmann (Schafzahl, Matzka) — 28 min 40 s Altmann (Schafzahl, Fazokas) — 38 min 27 s Wittich (Altmann, Meixner) — 40 min 57 s (2 SN) - Beiter (Hanser, Weber) — 48 min 53 s (SN) - | Arbitrage : Kristine Morrison Juges de lignes : Jodi Price Vanessa Stratton |
| Nystrøm (42 min) Holterud Olsson (18 min) | Gardiens | Ekrt                                    | | Arbitrage : Kristine Morrison Juges de lignes : Jodi Price Vanessa Stratton |
| 14 min                                    | Pénalités | 10 min                                  | | Arbitrage : Kristine Morrison Juges de lignes : Jodi Price Vanessa Stratton |
| 31                                        | Tirs | 33                                      | | Arbitrage : Kristine Morrison Juges de lignes : Jodi Price Vanessa Stratton |

| 16 avril 2017 | Japon | 3-0 (1-0, 1-0, 1-0) | Danemark | Eisstadion Graz-Liebenau 72 spectateurs |

| Feuille de match | Feuille de match                                                                                              | Feuille de match | Feuille de match | Feuille de match                                                               |
| ---------------- | --- | ---------------- | ---------------- | ------------------------------------------------------------------------------ |
|                  | Osawa (M. Fujimoto) — 9 min 23 s Ukita (Yoneyama, A. Toko) — 33 min 40 s Nakamura (Osawa, Hori) — 41 min 56 s | 1-0 2-0 3-0      | -                | Arbitrage : Kristine Morrison Juges de lignes : Mirjam Gruber Vanessa Stratton |
| Konishi          | Gardiens | L. Jensen        |                  | Arbitrage : Kristine Morrison Juges de lignes : Mirjam Gruber Vanessa Stratton |
| 2 min            | Pénalités | 8 min            |                  | Arbitrage : Kristine Morrison Juges de lignes : Mirjam Gruber Vanessa Stratton |
| 35               | Tirs | 6                |                  | Arbitrage : Kristine Morrison Juges de lignes : Mirjam Gruber Vanessa Stratton |

| 16 avril 2017 | France | 0-3 (0-1, 0-1, 0-1) | Norvège | Eisstadion Graz-Liebenau 107 spectateurs |

| Feuille de match | Feuille de match | Feuille de match | Feuille de match | Feuille de match                                                           |
| ---------------- | ---------------- | ---------------- | --- | -------------------------------------------------------------------------- |
|                  | -                | 0-1 0-2 0-3      | Haug Hansen (Morset, Biseth Engmann) — 1 min 12 s Furulund (Sirum, Fischer) — 33 min 46 s Tendenes (Bialik, Haug Hansen) — 47 min 57 s | Arbitrage : Maija Kontturi Juges de lignes : Jodi Price Svenja Strohmenger |
| Baldin           | Gardiens         | Nystrøm          | | Arbitrage : Maija Kontturi Juges de lignes : Jodi Price Svenja Strohmenger |
| 2 min            | Pénalités        | 6 min            | | Arbitrage : Maija Kontturi Juges de lignes : Jodi Price Svenja Strohmenger |
| 20               | Tirs             | 25               | | Arbitrage : Maija Kontturi Juges de lignes : Jodi Price Svenja Strohmenger |

| 16 avril 2017 | Autriche | 4-2 (1-1, 2-1, 1-0) | Hongrie | Eisstadion Graz-Liebenau 618 spectateurs |

| Feuille de match | Feuille de match | Feuille de match        | Feuille de match                                                                    | Feuille de match                                                         |
| ---------------- | --- | ----------------------- | ----------------------------------------------------------------------------------- | ------------------------------------------------------------------------ |
|                  | - Hanser (Weber, Beiter) — 11 min 14 s Schafzahl (Wittich, Altmann) — 22 min 40 s (SN) - Altmann (Wittich, Schafzahl) — 36 min 18 s (2 SN) Altmann (Meixner, Fazokas) — 46 min 9 s | 0-1 1-1 2-1 2-2 3-2 4-2 | Gasparics (Kiss-Simon) — 3 min 11 s - Dabasi (B. Németh, Tóth) — 31 min 14 s (SN) - | Arbitrage : Debby Hengst Juges de lignes : Anne Kuonen Michaela Štefková |
| Hornich          | Gardiens | A. Németh               |                                                                                     | Arbitrage : Debby Hengst Juges de lignes : Anne Kuonen Michaela Štefková |
| 12 min           | Pénalités | 22 min                  |                                                                                     | Arbitrage : Debby Hengst Juges de lignes : Anne Kuonen Michaela Štefková |
| 34               | Tirs | 22                      |                                                                                     | Arbitrage : Debby Hengst Juges de lignes : Anne Kuonen Michaela Štefková |

| 18 avril 2017 | Japon | 5-3 (2-2, 2-0, 1-1) | Norvège | Eisstadion Graz-Liebenau 87 spectateurs |

| Feuille de match | Feuille de match | Feuille de match                | Feuille de match | Feuille de match                                                                |
| ---------------- | --- | ------------------------------- | --- | ------------------------------------------------------------------------------- |
|                  | - Osawa (Yoneyama) — 9 min 7 s (IN) Hosoyamada (Yoneyama) — 19 min 21 s (SN) Hosoyamada (A. Toko) — 34 min 38 s (SN) Shishiuchi (Yoneyama, Osawa) — 38 min 31 s (SN) - Hosoyamada — 59 min 6 s (IN + CV) | 0-1 0-2 1-2 2-2 3-2 4-2 4-3 5-3 | Haug Hansen (Sirum, Fischer) — 3 min 13 s Bialik (Haug Hansen, Dalen) — 8 min 51 s (SN) - Haug Hansen (Tendenes, Fischer) — 41 min 56 s (SN) - | Arbitrage : Debby Hengst Juges de lignes : Michaela Štefková Svenja Strohmenger |
| N. Fujimoto      | Gardiens | Nystrøm                         | | Arbitrage : Debby Hengst Juges de lignes : Michaela Štefková Svenja Strohmenger |
| 12 min           | Pénalités | 14 min                          | | Arbitrage : Debby Hengst Juges de lignes : Michaela Štefková Svenja Strohmenger |
| 48               | Tirs | 19                              | | Arbitrage : Debby Hengst Juges de lignes : Michaela Štefková Svenja Strohmenger |

| 18 avril 2017 | Hongrie | 2-0 (1-0, 0-0, 1-0) | Danemark | Eisstadion Graz-Liebenau 132 spectateurs |

| Feuille de match | Feuille de match                                                                           | Feuille de match | Feuille de match | Feuille de match                                                          |
| ---------------- | ------------------------------------------------------------------------------------------ | ---------------- | ---------------- | ------------------------------------------------------------------------- |
|                  | K. Jókai Szilágyi (T. Horváth, Z. Jókai Szilágyi) — 7 min 52 s Gasparics — 59 min 5 s (TP) | 1-0 2-0          | -                | Arbitrage : Tijana Haack Juges de lignes : Mirjam Gruber Julia Kainberger |
| A. Németh        | Gardiens                                                                                   | L. Jensen        |                  | Arbitrage : Tijana Haack Juges de lignes : Mirjam Gruber Julia Kainberger |
| 6 min            | Pénalités                                                                                  | 18 min           |                  | Arbitrage : Tijana Haack Juges de lignes : Mirjam Gruber Julia Kainberger |
| 20               | Tirs                                                                                       | 13               |                  | Arbitrage : Tijana Haack Juges de lignes : Mirjam Gruber Julia Kainberger |

| 18 avril 2017 | France | 1-3 (0-0, 1-2, 0-1) | Autriche | Eisstadion Graz-Liebenau 603 spectateurs |

| Feuille de match | Feuille de match                             | Feuille de match | Feuille de match                                                                                        | Feuille de match                                                            |
| ---------------- | -------------------------------------------- | ---------------- | --- | --------------------------------------------------------------------------- |
|                  | - Escudero (Parment, Rozier) — 35 min 33 s - | 0-1 1-1 1-2 1-3  | Altmann (Meixner) — 26 min 44 s - Weber (Matzka, Granitz) — 39 min 14 s Meixner (Granitz) — 44 min 21 s | Arbitrage : Kristine Morrison Juges de lignes : Jodi Price Vanessa Stratton |
| Morin            | Gardiens                                     | Hornich          | | Arbitrage : Kristine Morrison Juges de lignes : Jodi Price Vanessa Stratton |
| 4 min            | Pénalités                                    | 6 min            | | Arbitrage : Kristine Morrison Juges de lignes : Jodi Price Vanessa Stratton |
| 37               | Tirs                                         | 25               | | Arbitrage : Kristine Morrison Juges de lignes : Jodi Price Vanessa Stratton |

| 20 avril 2017 | France | 0-1 (0-0, 0-1, 0-0) | Hongrie | Eisstadion Graz-Liebenau 84 spectateurs |

| Feuille de match | Feuille de match | Feuille de match | Feuille de match                      | Feuille de match                                                       |
| ---------------- | ---------------- | ---------------- | ------------------------------------- | ---------------------------------------------------------------------- |
|                  | -                | 0-1              | Huszák (Kiss-Simon) — 23 min 2 s (SN) | Arbitrage : Maija Kontturi Juges de lignes : Mirjam Gruber Anne Kuonen |
| Baldin           | Gardiens         | A. Németh        |                                       | Arbitrage : Maija Kontturi Juges de lignes : Mirjam Gruber Anne Kuonen |
| 8 min            | Pénalités        | 4 min            |                                       | Arbitrage : Maija Kontturi Juges de lignes : Mirjam Gruber Anne Kuonen |
| 23               | Tirs             | 22               |                                       | Arbitrage : Maija Kontturi Juges de lignes : Mirjam Gruber Anne Kuonen |

| 20 avril 2017 | Danemark | 3-1 (2-1, 0-0, 1-0) | Norvège | Eisstadion Graz-Liebenau 127 spectateurs |

| Feuille de match | Feuille de match                                                                                             | Feuille de match | Feuille de match                             | Feuille de match                                                               |
| ---------------- | --- | ---------------- | -------------------------------------------- | ------------------------------------------------------------------------------ |
|                  | Andersen (N. Jensen) — 9 min 41 s - Brix (N. Jensen) — 17 min 32 s (SN) Friis-Hansen (Persson) — 42 min 32 s | 1-0 1-1 2-1 3-1  | - Lovdal (Furulund, Olafsen) — 14 min 22 s - | Arbitrage : Tijana Haack Juges de lignes : Julia Kainberger Svenja Strohmenger |
| L. Jensen        | Gardiens | Nystrøm          |                                              | Arbitrage : Tijana Haack Juges de lignes : Julia Kainberger Svenja Strohmenger |
| 4 min            | Pénalités | 10 min           |                                              | Arbitrage : Tijana Haack Juges de lignes : Julia Kainberger Svenja Strohmenger |
| 21               | Tirs | 29               |                                              | Arbitrage : Tijana Haack Juges de lignes : Julia Kainberger Svenja Strohmenger |

| 20 avril 2017 | Autriche | 1-4 (0-2, 1-2, 0-0) | Japon | Eisstadion Graz-Liebenau 1 138 spectateurs |

| Feuille de match                        | Feuille de match                             | Feuille de match    | Feuille de match | Feuille de match                                                       |
| --------------------------------------- | -------------------------------------------- | ------------------- | --- | ---------------------------------------------------------------------- |
|                                         | - Beiter (Weber, Fazokas) — 35 min 32 s (SN) | 0-1 0-2 0-3 0-4 1-4 | Kubo (Ukita) — 11 min 36 s Kubo (Koike, Ukita) — 16 min 22 s (SN) M. Fujimoto (Yoneyama) — 23 min 45 s Suzuki (H. Toko) — 27 min 4 s - | Arbitrage : Debby Hengst Juges de lignes : Jodi Price Vanessa Stratton |
| Hornich (27 min 4 s) Ekrt (32 min 56 s) | Gardiens                                     | N. Fujimoto         | | Arbitrage : Debby Hengst Juges de lignes : Jodi Price Vanessa Stratton |
| 4 min                                   | Pénalités                                    | 8 min               | | Arbitrage : Debby Hengst Juges de lignes : Jodi Price Vanessa Stratton |
| 19                                      | Tirs                                         | 28                  | | Arbitrage : Debby Hengst Juges de lignes : Jodi Price Vanessa Stratton |

| 21 avril 2017 | Norvège | 6-0 (3-0, 0-0, 3-0) | Hongrie | Eisstadion Graz-Liebenau 108 spectateurs |

| Feuille de match | Feuille de match | Feuille de match                             | Feuille de match | Feuille de match                                                              |
| ---------------- | --- | -------------------------------------------- | ---------------- | ----------------------------------------------------------------------------- |
|                  | Morset (Bialik, Dalen) — 4 min 4 s Bialik — 14 min 58 s Dalen (Bialik, Morset) — 17 min 17 s Holøs (Sirum) — 40 min 24 s (SN) Sirum — 41 min 20 s Dalen (Bialik) — 52 min 1 s | 1-0 2-0 3-0 4-0 5-0 6-0                      | -                | Arbitrage : Debby Hengst Juges de lignes : Julia Kainberger Michaela Štefková |
| Nystrøm          | Gardiens | A. Németh (49 min 54 s) Horváth (10 min 6 s) |                  | Arbitrage : Debby Hengst Juges de lignes : Julia Kainberger Michaela Štefková |
| 8 min            | Pénalités | 18 min                                       |                  | Arbitrage : Debby Hengst Juges de lignes : Julia Kainberger Michaela Štefková |
| 33               | Tirs | 24                                           |                  | Arbitrage : Debby Hengst Juges de lignes : Julia Kainberger Michaela Štefková |

| 21 avril 2017 | Japon | 4-0 (3-0, 1-0, 0-0) | France | Eisstadion Graz-Liebenau 87 spectateurs |

| Feuille de match | Feuille de match                                                                                                  | Feuille de match | Feuille de match | Feuille de match                                                     |
| ---------------- | --- | ---------------- | ---------------- | -------------------------------------------------------------------- |
|                  | Ono — 2 min 45 s Enomoto (Ono) — 5 min 41 s Kubo (H. Toko) — 12 min 7 s H. Toko (M. Fujimoto, Kubo) — 38 min 25 s | 1-0 2-0 3-0 4-0  | -                | Arbitrage : Tijana Haack Juges de lignes : Mirjam Gruber Anne Kuonen |
| Konishi          | Gardiens | Morin            |                  | Arbitrage : Tijana Haack Juges de lignes : Mirjam Gruber Anne Kuonen |
| 8 min            | Pénalités | 2 min            |                  | Arbitrage : Tijana Haack Juges de lignes : Mirjam Gruber Anne Kuonen |
| 40               | Tirs | 14               |                  | Arbitrage : Tijana Haack Juges de lignes : Mirjam Gruber Anne Kuonen |

| 21 avril 2017 | Autriche | 6-1 (0-1, 4-0, 2-0) | Danemark | Eisstadion Graz-Liebenau 1 342 spectateurs |

| Feuille de match | Feuille de match | Feuille de match                             | Feuille de match                          | Feuille de match                                                            |
| ---------------- | --- | -------------------------------------------- | ----------------------------------------- | --------------------------------------------------------------------------- |
|                  | - Altmann (Wittich) — 32 min 32 s Grascher (Vlcek) — 33 min 1 s Meixner (Altmann, Schafzahl) — 34 min 25 s Schafzahl — 36 min 58 s Meixner (Altmann, Kantor) — 40 min 54 s (SN) Altmann (Meixner) — 50 min 3 s (SN) | 0-1 1-1 2-1 3-1 4-1 5-1 6-1                  | Glud (Østergaard, Asperup) — 2 min 14 s - | Arbitrage : Kristine Morrison Juges de lignes : Jodi Price Vanessa Stratton |
| Ekrt             | Gardiens | L. Jensen (40 min 54 s) Terrida (19 min 6 s) |                                           | Arbitrage : Kristine Morrison Juges de lignes : Jodi Price Vanessa Stratton |
| 6 min            | Pénalités | 12 min                                       |                                           | Arbitrage : Kristine Morrison Juges de lignes : Jodi Price Vanessa Stratton |
| 41               | Tirs | 24                                           |                                           | Arbitrage : Kristine Morrison Juges de lignes : Jodi Price Vanessa Stratton |

## Classement
Pour les significations des abréviations, voir statistiques du hockey sur glace.
| Clt   | Équipe      | PJ | V | VP | D | DP | BP | BC | Diff | Pts |
| ----- | ----------- | -- | - | -- | - | -- | -- | -- | ---- | --- |
| +001, | Japon (R)   | 5  | 5 | 0  | 0 | 0  | 17 | 4  | +13  | 15  |
| +002, | Autriche    | 5  | 4 | 0  | 1 | 0  | 20 | 12 | +8   | 12  |
| +003, | Norvège     | 5  | 2 | 0  | 3 | 0  | 17 | 14 | +3   | 6   |
| +004, | Danemark    | 5  | 2 | 0  | 3 | 0  | 5  | 12 | -7   | 6   |
| +005, | Hongrie (P) | 5  | 2 | 0  | 3 | 0  | 5  | 11 | 0    | 6   |
| +006, | France      | 5  | 0 | 0  | 5 | 0  | 1  | 12 | -11  | 0   |

- Promu en Division Élite en 2018
- Relégué en Division IB en 2018[1],[2]

## Récompenses individuelles
Les 3 meilleures joueuses désignées par l'IIHF :
- Meilleure gardienne : Aniko Németh (Hongrie)
- Meilleure défenseuse : Ayaka Toko (Japon)
- Meilleure attaquante : Denise Altmann (Autriche)

## Statistiques individuelles
Pour les significations des abréviations, voir statistiques du hockey sur glace.
| Clt | Joueuse                  | Équipe   | PJ | B | A | Pts | Pun | +/- |
| --- | ------------------------ | -------- | -- | - | - | --- | --- | --- |
| 1   | Denise Altmann           | Autriche | 5  | 7 | 5 | 12  | 2   | +6  |
| 2   | Anna Meixner             | Autriche | 5  | 3 | 5 | 7   | 2   | +6  |
| 3   | Line Bialik              | Norvège  | 5  | 2 | 5 | 7   | 4   | +3  |
| 3   | Theresa Schafzahl        | Autriche | 5  | 2 | 5 | 7   | 2   | +4  |
| 5   | Andrea Schjelderup Dalen | Norvège  | 5  | 4 | 2 | 6   | 0   | +2  |
| 6   | Madelen Haug Hansen      | Norvège  | 5  | 4 | 2 | 6   | 8   | +2  |
| 7   | Millie Sirum             | Norvège  | 5  | 2 | 3 | 5   | 6   | +1  |
| 7   | Charlotte Wittich        | Autriche | 5  | 2 | 3 | 5   | 2   | +2  |
| 9   | Mathea Fischer           | Norvège  | 5  | 0 | 5 | 5   | 4   | +4  |
| 9   | Haruna Yoneyama          | Japon    | 5  | 0 | 5 | 5   | 0   | +5  |

| Clt | Joueur          | Équipe   | PJ | Min          | BC | Moy  | %Arr   | Bl |
| --- | --------------- | -------- | -- | ------------ | -- | ---- | ------ | -- |
| 1   | Akane Konishi   | Japon    | 2  | 120 min 0 s  | 0  | 0,00 | 100,00 | 2  |
| 2   | Jessica Ekrt    | Autriche | 3  | 152 min 56 s | 5  | 1,96 | 92,96  | 0  |
| 3   | Lisa Jensen     | Danemark | 5  | 280 min 6 s  | 11 | 2,36 | 92,57  | 1  |
| 4   | Anikó Németh    | Hongrie  | 5  | 289 min 54 s | 10 | 2,07 | 92,48  | 2  |
| 5   | Caroline Baldin | France   | 3  | 176 min 6 s  | 5  | 1,70 | 92,06  | 0  |
| 6   | Nana Fujimoto   | Japon    | 3  | 180 min 0 s  | 4  | 1,33 | 91,84  | 1  |
| 7   | Ena Nystrøm     | Norvège  | 5  | 280 min 51 s | 12 | 2,56 | 91,18  | 2  |
| 8   | Jeanne Morin    | France   | 2  | 119 min 25 s | 7  | 3,52 | 89,23  | 0  |
| 9   | Theresa Hornich | Autriche | 3  | 147 min 4 s  | 7  | 2,86 | 88,52  | 0  |

Pour les significations des abréviations, voir statistiques du hockey sur glace.
Nota : seules sont classées les gardiennes ayant joué au minimum 40 % du temps de jeu de leur équipe.